# Guzmán Aguirre Altamirano
Guzmán Aguirre Altamirano (Huamachuco, La Libertad, 4 de agosto de 1946) es un empresario y político peruano. Fue alcalde de la provincia del Santa en tres periodos no consecutivos y congresista de la república por la región Áncash durante el breve periodo 2000-2001.

## Biografía
Guzmán Aguirre nació el 4 de agosto de 1946 en Huamachuco, ciudad ubicada en la provincia del Santa del departamento de La Libertad en Perú.
Es empresario y fue propietario de hoteles en la región Áncash.
Se inició en la política cuando postuló al Congreso de la República en las elecciones del año 1980 y en las del año 1985, ambas ocasiones sin éxito.

### Alcalde del Santa
En el año 1993, Guzmán Aguirre postuló a la alcaldía de la provincia del Santa sin éxito. Sin embargo, en su segunda candidatura logró ser elegido como alcalde de la provincia del Santa para el periodo 1996-1998.
En octubre del año 1997, Guzmán Aguirre junto con otros alcaldes provinciales decidieron formar Vamos Vecino, un partido político que fue ideado por Absalón Vásquez para apoyar al gobierno de Alberto Fujimori desde las municipalidades de todo el Perú. Posteriormente, Aguirre decidió postular a la reelección con dicho partido fujimorista y tuvo éxito.
En el año 1999, Guzmán Aguirre asumió la presidencia de la Asociación de Municipalidades del Perú (AMPE). Sin embargo, se cuestionó su elección debido a que el gobierno fujimorista buscaba controlar a los alcaldes provinciales, mientras que a los opositores se los perseguían con denuncias penales. Se mantuvo en el cargo hasta el año 2000, siendo reemplazado por Francisca Izquierdo Negrón, alcaldesa del distrito de Jesús María.

### Congresista de la República
Para las elecciones generales del año 2000, Guzmán Aguirre dejó la alcaldía y se apuntó como candidato al Congreso de la República por Perú 2000, alianza política integrada por Vamos Vecino y con el cual Alberto Fujimori buscaba su segunda reelección a la presidencia del Perú. Aguirre logró salir elegido como congresista de la república para el periodo parlamentario 2000-2005 con 58,859 votos.
Ante la difusión nacional de los Vladivideos y la renuncia de Fujimori desde Japón por fax, su cargo parlamentario fue reducido hasta julio del 2001 donde se convocarían a nuevas elecciones generales.
Reapareció en la política cuando fue nuevamente candidato a la alcaldía de la Provincia del Santa por el Movimiento Regional Río Santa Caudaloso en 2006 y resultó elegido por tercera vez para el periodo 2007-2010. Sin embargo, por razones de salud, fue vacado del cargo en diciembre del mismo año y reemplazado por la regidora Victoria Espinoza.
En febrero del 2010 anunció su candidatura a la presidencia del Gobierno Regional de Áncash, pero posteriormente, por razones de salud, declinó. Fue reconocido en el Congreso de la República por su labor como alcalde.